# Calypso (navio)
O Calypso é um navio francês de pesquisas hidrográficas. Foi assim denominado por seu último proprietário, Jacques-Yves Cousteau. Foi construído durante a Segunda Guerra Mundial como um navio caça-minas.

## História
O barco pertencia a classe YMS (Auxiliary Motor Minesweepers) e saiu do estaleiro Ballard Mariane Railway Yard em Seatle, Washington aonde recebeu a designação BYMS 2026. Transferido para a Marinha Real Britânica em fevereiro de 1943 foi renomeado como HMS J-026. Durante a Segunda Guerra Mundial, teve a ilha de Malta como sua base e participou da Invasão Aliada da Sicília. Ao final da guerra foi devolvido aos norte-americanos e colocado a venda em 1947.
O navio passou a fazer navegação entre as Ilhas de Malta e Gozo, como Calypso G.
Em seguida a sua baixa da Marinha Nacional da França em 1950, Jacques-Yves Cousteau foi financiado pelo filantropo Thomas Loel Evelyn Bulkeley Guinness, adquiriu o navio que passou a ser chamado de Calypso.
A lendária embarcação era equipada como um laboratório móvel, tornando-se mundialmente conhecida pelos documentários de Cousteau.
Em 1996 foi abalroado por outro navio, vindo a naufragar no porto de Singapura, sendo posteriormente recuperado.
Desde então esteve parado no porto de La Rochelle e no porto de Concarneau, em França, as várias tentativas para recuperar o navio falharam devido ao alto custo do reparo. Em 2010 a embarcação começou a ser reparada.
No entanto, a sua restauração foi interrompida por conta de uma desavença entre o estaleiro naval Piriou, encarregado da obra, e a equipa Cousteau.
Em Dezembro de 2014, a justiça francesa tinha proferido uma decisão exigindo que a associação levasse o Calypso antes de 12 de Março de 2015 e pagasse a conta das obras ao estaleiro, cerca de 300.000 euros.